# 五氟化锝
五氟化锝是一种无机化合物，化学式为TcF5。它是黄色晶体，可以和水反应。

## 制备
五氟化锝可由锝粉在氮气稀释的氟气流中反应制得，或由碘在五氟化碘溶液中还原六氟化锝制得：
{\displaystyle {\mathsf {2Tc+5F_{2}\ {\xrightarrow {350^{o}C}}\ 2TcF_{5}}}}
{\displaystyle {\mathsf {2TcF_{6}+I_{2}\ {\xrightarrow {IF_{5}}}\ 2TcF_{5}+2IF}}}

## 性质
五氟化锝是黄色斜方晶体，晶胞参数a=0.76 nm，b=0.58 nm，c=1.66 nm。它具有挥发性，可以和水反应。
它在水中水解，歧化为更稳定的锝化合物：
{\displaystyle {\mathsf {3TcF_{5}+8H_{2}O\ {\xrightarrow {}}\ HTcO_{4}+2TcO_{2}+15HF}}}
它在五氟化碘中和碱金属氟化物反应，可以得到黄色的配合物：
{\displaystyle {\mathsf {TcF_{5}+KF\ {\xrightarrow {}}\ K[TcF_{6}]}}}